# Nordingrå
Nordingrå är en  tätort i Kramfors kommun, Ångermanland och kyrkbyn i Nordingrå socken.

## Befolkningsutveckling
| Befolkningsutvecklingen i Nordingrå 1960–2020               | Befolkningsutvecklingen i Nordingrå 1960–2020 | Befolkningsutvecklingen i Nordingrå 1960–2020 | Befolkningsutvecklingen i Nordingrå 1960–2020 | Befolkningsutvecklingen i Nordingrå 1960–2020 |
| ----------------------------------------------------------- | --------------------------------------------- | --------------------------------------------- | --------------------------------------------- | --------------------------------------------- |
|                                                             |                                               |                                               |                                               |                                               |
| År                                                          |                                               |                                               | Folkmängd                                     | Areal (ha)                                    |
| 1960                                                        | 1960                                          |                                               | 212                                           |                                               |
| 1965                                                        | 1965                                          |                                               | 252                                           |                                               |
| 1970                                                        | 1970                                          |                                               | 339                                           |                                               |
| 1975                                                        | 1975                                          |                                               | 356                                           |                                               |
| 1980                                                        | 1980                                          |                                               | 355                                           |                                               |
| 1990                                                        | 1990                                          |                                               | 350                                           | 66                                            |
| 1995                                                        | 1995                                          |                                               | 363                                           | 66                                            |
| 2000                                                        | 2000                                          |                                               | 368                                           | 66                                            |
| 2005                                                        | 2005                                          |                                               | 335                                           | 66                                            |
| 2010                                                        | 2010                                          |                                               | 306                                           | 65                                            |
| 2015                                                        | 2015                                          |                                               | 282                                           | 64                                            |
| 2020                                                        | 2020                                          |                                               | 250                                           | 64                                            |
| Anm.: Namnändring 1980 från Nordingråvallen till Nordingrå. |                                               |                                               |                                               |                                               |

## Samhället
På Nordingråvallen ligger bland annat Nordingrå kyrka, Nordingråskolan, hembygdsgård, järnaffär, blomsterhandlare och bensinstation. Även Ica Nordingrå och en köttbutik ligger längs huvudgatan. I Kusthallen finns förutom en ishockeyhall ett gym och bowlingbanor.

## Kända personer från Nordingrå
- Arne Åhman
- Andreas Norlén (faderns familj)